# Rugbi als Jocs Olímpics d'Estiu de 1908

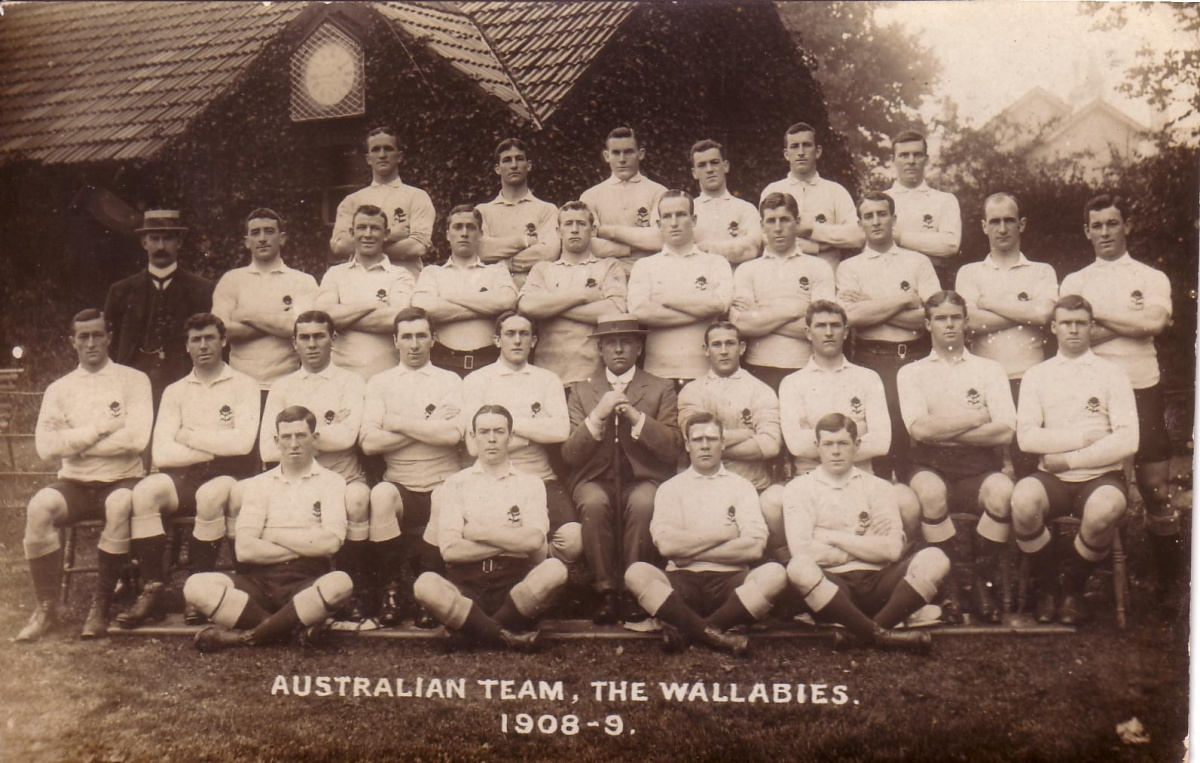
La selecció d'Austràlia que guanyà la medalla d'or en representació d'Australàsia.

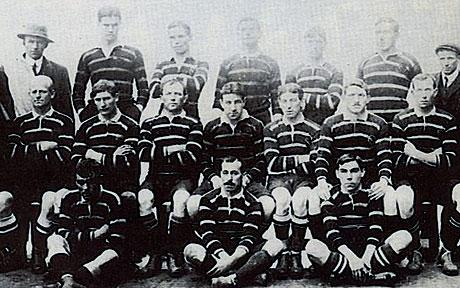
L'equip Cornwall RFU que guanyà la medalla de plata en representació del Regne Unit.

Als Jocs Olímpics de 1908 realitzats a la ciutat de Londres es realitzà una competició, en categoria masculina, de rugbi a 15, sent la segona ocasió en què aquest esport fou olímpic.
En la competició tan sols hi participaren dos equips, el Regne Unit i Australàsia. França, campiona en la primera edició del rugbi com a esport olímpic als Jocs Olímpics d'Estiu de 1900, refusà participar-hi.

## Resum de medalles
| Prova         | Or          | Argent     | Bronze        |
| Rugbi masculí | Australàsia | Regne Unit | no es concedí |

## Resultat
- Regne Unit 3–32 Australàsia

## Alineacions
| Posició   | Nom                  |
| --------- | -------------------- |
| Back      | Phil Carmichael      |
| ¾-backs   | Charles Russell      |
| ¾-backs   | Daniel Carroll       |
| ¾-backs   | Jack Hickey          |
| ¾-backs   | Frank Smith          |
| Halfbacks | Christopher McKivatt |
| Halfbacks | Arthur McCabe        |
| Forwards  | Thomas Griffen       |
| Forwards  | Jumbo Barnett        |
| Forwards  | Patrick McCue        |
| Forwards  | Sydney Middleton     |
| Forwards  | Tom Richards         |
| Forwards  | Malcolm McArthur     |
| Forwards  | Charles McMurtrie    |
| Forwards  | Robert Craig         |

| Posició   | Nom                |
| --------- | ------------------ |
| Back      | Edward Jackett     |
| ¾-backs   | Barney Solomon     |
| ¾-backs   | Bert Solomon       |
| ¾-backs   | Frederick Dean     |
| ¾-backs   | J. T. Jose         |
| Halfbacks | Thomas Wedge       |
| Halfbacks | James Davey        |
| Forwards  | Richard Jackett    |
| Forwards  | E. J. Jones        |
| Forwards  | Arthur Wilson      |
| Forwards  | Nicholas Tregurtha |
| Forwards  | A. Lawrey          |
| Forwards  | C. R. Marshall     |
| Forwards  | A. Wilcocks        |
| Forwards  | John Trevaskis     |

## Medaller
| Posició | País        | Or | Argent | Bronze | Total |
| 1       | Australàsia | 1  | 0      | 0      | 1     |
| 2       | Regne Unit  | 0  | 1      | 0      | 1     |